# Josh Thomas (giocatore di football americano 1981)
Joshua Lloyd Thomas (Plymouth, 26 giugno 1981) è un ex giocatore di football americano statunitense che ha militato nel ruolo di defensive end nella National Football League (NFL).

## Carriera
Dopo non essere stato scelto nel Draft NFL 2004, il 30 aprile Thomas firmò con gli Indianapolis Colts. Nella sua prima stagione disputò 11 partite prima di infortunarsi al ginocchio contro i Detroit Lions il 2 novembre. Chiuse l'annata con 18 tackle, un sack e un fumble forzato. L'anno seguente disputò 12 partite, di cui 2 come titolare, con 29 placcaggi e 3 sack. Nel 2006 mise a segno 35 tackle e un sack, andando a vincere il Super Bowl XLI contro i Chicago Bears. Nel 2007 partì come titolare in 7 gare su 15, 5 sul lato sinistro e 2 sul lato destro al posto dell'infortunato Dwight Freeney, chiudendo con un primato personale di 55 placcaggi. Nel 2008 disputò per l'unica volta tutte le 16 partite stagionali, chiudendo con 35 tackle.
Thomas fu svincolato dopo la stagione 2008. Rifirmò il 18 agosto 2009 ma fu definitivamente svincolato l'11 novembre.

## Palmarès
- Super Bowl : 1

Indianapolis Colts: Super Bowl XLI
- American Football Conference Championship: 1

Indianapolis Colts: 2006